# Орлен Арена
«Орлен Арена» (пол. Orlen Arena) — крытая многофункциональная арена для проведения развлекательных и спортивных мероприятий в Плоцке, Польша.
Строительство арены продолжалось с 8 апреля 2009 года по 7 ноября 2010 года. Открытие состоялось 13 ноября 2010 года концертом французского исполнителя электронной музыки Жан-Мишеля Жарра. Первым спортивным мероприятием стал матч чемпионата Польши по гандболу между местной Вислой и Виве Кельце

## Функциональность
Вместимость арены для ганбольных матчей составляет 5467 человек, для концертов — 8000. Также на арене проходят матчи по баскетболу, волейболу, большому теннису, настольному теннису и турниры по смешанным единоборствам. Возможно проведение театральных спектаклей, конференций, симпозиумов и выставок.
Арена расположена в 2 км от Старого города.
На арене есть фуд-корт, парковка оборудована на 500 легковых автомобилей и 20 автобусов.

## Характеристики
- Максимальный внешний размер — 92 метра.
- Размеры спортивной арены 50х30 метров.
- Высота внутри от 19 до 25 метров из-за волнообразного дизайна крыши.

## Объект
Генеральным подрядчиком строительства была компания «Vectra SA». Стоимость строительства составила около 26 млн. евро. Проект был профинансирован в основном из бюджета города и, в небольшой степени, Министерством спорта и туризма. Нефтяная компания PKN Orlen стала титульным спонсором в результате соглашения с городом о финансовой поддержке деятельности арена.